# Cândido Barbosa
Candido-Joaquim Barbosa Venda Moreira (Rebordosa, 31 december 1974) is een Portugees voormalig wielrenner.
Barbosa won ruim 80 wedstrijden, waaronder veel etappes in de Ronde van de Algarve en de Ronde van Portugal. Barbosa was vooral sterk in massasprints of sprints van uitgedunde groepjes, maar kon ook heel behoorlijk bergop en over heuvels.

## Belangrijkste overwinningen
| 1995 3e en 6e etappe Ronde van de Algarve 1996 Europees kampioenschap op de weg, beloften 1e en 2e etappe Ronde van de Algarve 1997 1e, 2e, 3e, 4e, 5e en 6e etappe Ronde van de Algarve Eindklassement Ronde van de Algarve Jongerenklassement Ronde van Portugal Puntenklassement Ronde van Portugal Porto-Lissabon 1999 1e en 2e etappe Ronde van de Algarve 4e etappe Ronde van La Rioja Puntenklassement Ronde van Portugal 2000 3e etappe Ronde van La Rioja 6e en 11e etappe Ronde van Portugal 2002 3e en 4e etappe Ronde van de Algarve Eindklassement Ronde van de Algarve 1e etappe GP International MR Cortez-Mitsubishi 3e en 6e etappe Ronde van Portugal 2003 Eindklassement GP Mosqueteiros-Rota do Marqués 3e etappe Ronde van de Algarve 3e etappe GP Rota dos Móveis 1e, 4e, 7e en 8e etappe Ronde van Portugal Puntenklassement Ronde van Portugal 2004 1e en 3e etappe GP CTT Correios de Portugal Eindklassement GP CTT Correios de Portugal 2e etappe Ronde van de Algarve 2e etappe GP Estremadura 2e etappe Ronde van Portugal Puntenklassement Ronde van Portugal GP Costa Azul | 2005 3e etappe GP Internacional Costa Azul 1e etappe GP Internacional do Oeste/RTP Eindklassement GP Internacional do Oeste Portugees kampioen tijdrijden, Elite 3e etappe Ronde van Alentejo 2e, 6e en 7e etappe Ronde van Portugal Puntenklassement Ronde van Portugal 2006 1e etappe GP Rota dos Móveis 1e etappe Ronde van Portugal 2007 2e etappe GP Rota dos Móveis Portugees kampioen wegwedstrijd, Elite 3e, 4e, 5e en 8e etappe Ronde van Portugal Puntenklassement Ronde van Portugal 2008 6e en 8e etappe Ronde van Portugal 2009 4e en 5e etappe Ronde van Alentejo 2e en 3e etappe GP Rota dos Móveis Eindklassement GP Rota dos Móveis Proloog en 2e etappe Ronde van Portugal 2010 1e etappe Ronde van Alentejo Proloog, 2e en 4e etappe Troféu Joaquim Agostinho Eindklassement Troféu Joaquim Agostinho 10e etappe Ronde van Portugal |

## Resultaten in voornaamste wedstrijden
| Jaar | Ronde van Italië | Ronde van Frankrijk | Ronde van Spanje |
| ---- | ---------------- | ------------------- | ---------------- |
| 1997 |                  |                     | opgave           |
| 2000 | 89e              |                     |                  |

| Jaar | Waalse Pijl |
| ---- | ----------- |
| 1997 |             |
| 2000 | 70e         |

Wielerploegen van Cândido Barbosa
Alonso ·
Arrieta ·
Barbosa ·
Beltrán ·
de Las Cuevas ·
Fernández Ginés ·
Garcia ·
Garmendia ·
Hunt ·
E. Jiménez ·
J. M. Jiménez ·
Lastras ·
Latasa ·
Mancebo ·
Navas ·
Odriozola ·
Olano   ·
A. Osa ·
U. Osa ·
Peña ·
Rodrigues ·
Solaun ·
Ferrío (stagiair) 
Arrieta ·
Baranowski ·
Barbosa ·
Beltrán ·
Bruseghin ·
García ·
Garmendia ·
Hunt ·
E. Jiménez ·
J. M. Jiménez ·
Lastras ·
Latasa ·
Mancebo ·
Navas ·
Odriozola ·
A. Osa ·
U. Osa ·
Peña ·
Piepoli ·
Rodrigues ·
Solaun ·
Zülle ·
Benito (stagiair) ·
Zandio (stagiair) 
Arrieta ·
Baranowski ·
Barbosa ·
Benito ·
Brożyna ·
Bruseghin ·
García ·
Garmendia ·
E. Jiménez ·
J. M. Jiménez ·
Lastras ·
Latasa ·
Mancebo ·
Mensjov ·
Navas ·
Odriozola ·
A. Osa ·
U. Osa ·
Piepoli ·
Rodrigues ·
Solaun ·
Zülle ·
Bru (stagiair) ·
Gil (stagiair) ·
Zandio (stagiair) 
Arrieta ·
Baranowski ·
Barbosa ·
Benito ·
Blanco ·
Brożyna ·
Bruseghin ·
Domínguez ·
A. García ·
J. V. García ·
Gil ·
E. Jiménez ·
J. M. Jiménez ·
Lastras ·
Latasa ·
Mancebo ·
Mensjov ·
Mercado ·
Navas ·
Odriozola ·
A. Osa ·
U. Osa ·
Pascual ·
Piepoli ·
Plaza ·
Solaun ·
Vila ·
Zandio
Antunes · Azevedo · Barbosa · Benítez · Castanheira · M. Costa · R. Costa · Lopes · Mendes · Miranda · Petrov · Pinto · Plaza · Pradera · B. Sancho · H. Sancho